# Скандинавия (автодорога)
Федера́льная автомоби́льная доро́га А-181 «Скандинавия» — автомобильная дорога федерального значения Санкт-Петербург — Выборг — граница с Финляндией. Является частью европейского маршрута E 18 и азиатского маршрута AH8. 
До 31 декабря 2017 года автодорога «Скандинавия» могла назваться М10, являясь частью данной автодороги. Автодорога «Скандинавия» отнесена к автомобильным дорогам федерального значения в соответствии с Постановлением Правительства России от 17 ноября 2010 г. № 928 «О перечне автомобильных дорог общего пользования федерального значения».

## Маршрут
Является продолжением петербургского Скандинавского шоссе.
Начинается на границе Ленинградской области у моста через реку Сестру. Далее проходит на северо-запад по Карельскому перешейку через населённые пункты Огоньки и Толоконниково, вдоль озёр Нахимовское и Глубокое, огибает Выборг, пересекая Сайменский канал, далее на запад вдоль побережья Финского залива через Кондратьево, Торфяновку и через 4 км заканчивается у МАПП «Торфяновка» на государственной границе с Финляндией. После границы дорога переходит в автодорогу Valtatie 7 в направлении Хамины и Хельсинки.
В 2017 году автодорога «Выборг — Светогорск» была передана с регионального на федеральный уровень и присоединена к «Скандинавии» в качестве участка от Выборга до Светогорска. Осенью 2018 года в состав трассы «Скандинавия» включено так называемое Северное полукольцо Санкт-Петербурга (бывшая 41А-189).
| Ленинградская область |  |  |  | 47,803 км — река Сестра (граница области)                                         |
|                       |  |  |  | 65 км — Огоньки                                                                   |
|                       |  |  |  | 128 км — Толоконниково                                                            |
|                       |  |  |  |                                                                                   |
|                       |  |  |  | 141 км — Выборг                                                                   |
| Сайменский канал      |  |  |  |                                                                                   |
|                       |  |  |  |                                                                                   |
|                       |  |  |  |                                                                                   |
|                       |  |  |  | 190 км — Кондратьево                                                              |
|                       |  |  |  | 204 км — Торфяновка                                                               |
|                       |  |  |  | 208,36 км — МАПП «Торфяновка» (государственная граница с Финляндской Республикой) |

## История дороги
Дорога от Выборга до Невы существовала долгое время, как минимум с 17 века, когда эти земли принадлежали Швеции, а возможно и ранее. За это время она меняла маршрут своего прохождения. 
В 1960 году, постановлением Совмина СССР № 1303 от 22 декабря, магистральной автомобильной дороге общегосударственного значения Москва — Ленинград — Выборг был присвоен маршрутный номер 10. От Ленинграда дорога проходила через Лахту, Сестрорецк и Зеленогорск, поворачивая затем на Ильичёво. Постановлением Совмина СССР № 800 от 27 августа 1982 года дорога Москва — Ленинград — Выборг — государственная граница с Финляндией получила номер М-10. В 1980-е годы на участке от Белоострова до Толоконниково было начато сооружение дороги по новому маршруту — в обход населённых пунктов. Строительство велось с 1984 года по 1994 год по нормативам II категории. В 1991 году, согласно постановления правительства РСФСР от 24 декабря № 62, в дополнение к номеру М-10 участок дороги от Санкт-Петербурга до государственной границы получил наименование «Скандинавия». Постановлением правительства N 928 от 17 ноября 2010 года участок от Санкт-Петербурга до государственной границы с Финляндией перестал считаться дорогой М-10 и получил собственный номер А-181.
В 1994 году на новом участке в составе трассы были построены:
- путепровод над железнодорожными путями Выборгского направления и развязка с Зеленогорским шоссе;
- развязка с автодорогой 41А-180 «Парголово — Огоньки» у Симагина;
- развязка с автодорогами 41А-180 «Парголово — Огоньки», А181 «Северное полукольцо», «Рощино — Огоньки» («развязка четырёх дорог») в Огоньках;
- развязка с автодорогой «Рощино — Первомайское»;
- развязка с автодорогой «Рощино — Цвелодубово»;
- развязка с автодорогой «Победа — Пушное»;
- развязка с автодорогой «Кирилловское — Кирпичное»;
- развязка с автодорогой 41К-181 «Огоньки — Стрельцово — Толоконниково» в Толоконникове.

В 1999, 2003 и 2006 годах были открыты участки выборгской объездной дороги, также являющейся частью трассы «Скандинавия». На данной дороге были построены:
- развязка — подъезд к Выборгу;
- развязка со Смирновским шоссе;
- путепровод над железнодорожной линией «Выборг — Каменногорск»;
- развязка со Светогорским шоссе;
- Павловский мост над Сайменским каналом;
- развязка с Брусничным шоссе;
- Селезнёвский мост (под мостом расположены Сайменское шоссе, железнодорожная линия «Выборг — Бусловская», река Селезнёвка и улица посёлка Селезнёво).

Ввиду постоянных аварий с летальным исходом из-за двухполосности, большого количества фур, нарушения скоростного режима водителями, отсутствия разделителей, слабой освещенности и т. д., трасса признавалась одной из самых опасных в России, получив прозвище «дорога смерти».
Федеральная целевая программа (ФЦП) «Развитие транспортной системы России» (2010—2020 гг.) предусматривала реконструкцию трассы «Скандинавия» на пяти участках: с 47 км по 65 км (от границы Сестрорецка до деревни Огоньки), с 65 км по 100 км (от Огоньков до посёлка Кирпичное), с 100 км по 134 км (от Кирпичного до Выборга), с 134 км по 160 км и с 160 км по 203 км — от Выборга до подъезда к МАПП «Торфяновка» на границе с Финляндией. Общая протяжённость — порядка 153 км. От Петербурга до Выборга трасса должна иметь по три полосы движения в каждую сторону, разделительную полосу шириной до пяти метров, разноуровневые развязки на пересечениях с автомобильными дорогами и железнодорожными путями. При обходе Выборга и подъезде к границе дорога должна стать четырёхполосной.
В 2013 году к развязке с Зеленогорским шоссе была подключена развязка с новой магистралью — ЗСД.
23 января 2015 года чиновники официально объявили о начале реконструкции приблизительно за 100 млрд рублей. Работы начались на первом из пяти участков, который проходит между 47,6 и 65-м км, между границей Всеволожского района Ленобласти (с Выборгским районом) и деревней Огоньки, расположенной у пересечения «Скандинавии» с трассой А-120 («бетонка»). В ФЦП было предусмотрено финансирование только двух первых участков общей стоимостью около 32 млрд рублей. Остальные 68 млрд рублей, необходимые ещё на три участка, предполагалось заложить в создаваемую ФЦП с периодом действия до 2025 года. В сентябре 2015 года Комитет по государственному заказу Петербурга объявил конкурс на расширение трассы «Скандинавия» на участке от ЗСД до границы Петербурга и Ленобласти — всего около 2,5 километра. Работы оценены в 1,16 миллиарда рублей и должны были быть завершены к концу 2016 года.
С конца 2014 года и по осень 2018 года была проведена реконструкция участка трассы от ЗСД до посёлка Огоньки, разделенная на два этапа. В октябре 2016 года был открыт участок от ЗСД до автодороги «Парголово — Огоньки». В рамках реконструкции трасса была расширена до четырёх полос на участке первого этапа «ЗСД — улица Танкистов», и до шести полос — на участке второго этапа. Также были установлены физические разделители встречных потоков, полностью реконструирована развязка с дорогой «Парголово — Огоньки», была построена новая развязка с улицей Танкистов. Участок до 65 км сдан в эксплуатацию в декабре 2018 года. 6 декабря 2018 года был торжественно открыт реконструированный участок трассы «Скандинавия» от дороги «Парголово — Огоньки» до посёлка Огоньки. В рамках реконструкции дорога также была расширена до шести полос с разделением встречных потоков, реконструирована «развязка четырёх дорог» (с трассой федерального значения «Магистральная») и построен надземный пешеходный переход в месте будущего пункта весового контроля. Введение платы за проезд по реконструируемым участкам пока не предусматривается.
16 ноября 2021 года был официально открыт участок трассы с 65-го по 80-й километр (от Огоньков до поворота на село Цвелодубово). В результате реконструкции участок также был расширен с двух до шести полос с разделением встречных потоков, реконструированы развязка с автодорогой «Рощино — Первомайское» и мосты через реки Птичья и Грязновка, ликвидирован левый поворот со старого Выборгского шоссе, построен надземный пешеходный переход в Огоньках, оборудована площадка для отдыха.
12 октября 2022 года был официально открыт участок трассы с 80-го по 100-й километр (от поворота на село Цвелодубово до поворота на Кирилловское). В результате реконструкции участок был расширен с двух до шести полос с разделением встречных потоков, реконструированы все 3 существующие развязки и мост через реку Великая, построены два надземных пешеходных перехода, установлено освещение на всём участке.
23 декабря 2024 года был официально открыт участок трассы с 100-го по 124-й километр (от поворота на Кирилловское до поворота на Гаврилово). В результате реконструкции участок был расширен с двух до шести полос с разделением встречных потоков, построены две новые развязки (с автодорогой «Лейпясуо — Стрельцово» и поворот к посёлку Гаврилово) и надземный пешеходный переход, установлено освещение на всём участке.
На декабрь 2024 года ведётся реконструкция на участке со 124-го километра до начала обхода Выборга (134-й километр), трасса также будет 6-полосной, окончание работ запланировано на 2026 год. На протяжении обхода Выборга (134-160км) и далее до границы с Финляндией (203км) дорога должна стать четырёхполосной, реконструкцию этого участка планируется провести до 2030 года.

## Инфраструктура
На трассе находится много станций АЗС, включая Лукойл, Роснефть и Teboil. На заправках есть кафе быстрого питания.
Имеются специальные стоянки для грузовых и легковых автомобилей. Есть несколько отелей и мотелей.